# Money Is Still a Major Issue
Money Is Still a Major Issue es un álbum de remezclas de Pitbull. Fue lanzado al mercado el 15 de noviembre de 2005.

## Lista De Canciones
Disco 1
1. "Everybody Get Up" - Pitbull con Pretty Ricky
2. "Rah Rah" (Remix) - Elephant Man con Pitbull y Daddy Yankee
3. "Shake" (Remix) - Ying Yang Twins con Pitbull y Elephant Man
4. "Culo" (Remix) - Pitbull con Lil Jon y Ivy Queen
5. "Mil Amores" - Master Joe & O.G. Black con Pitbull
6. "Turnin Me On" (Remix) - Nina Sky con Shawnna y Pitbull
7. "She's Hotter" - T.O.K. con Pitbull
8. "Get to Poppin (Remix) - Rich Boy con Pitbull
9. "Might Be the Police" - Brisco con Pitbull
10. "Who U Rollin' With" - Pitbull con Piccalo y Cubo
11. "Dammit Man" (Remix) - Pitbull con Lil Flip
12. "Oh No He Didn't" - Pitbull con Cubo
13. "Toma" (DJ Buddha Remix) - Pitbull con Lil Jon, Mr. Vegas, Wayne Marshall, Red Rat, T.O.K., y Kardinal Offishall

Disco 2
1. "Culo" (Video)
2. "Dammit Man" (Video)
3. "Toma" (Video)
4. Live performances and interviews